# Manoir de Luhan
Le manoir de Luhan est un édifice situé à Plaudren en France.

## Localisation
Le manoir est situé sur le territoire de la commune de Plaudren, au lieu-dit Luhan, dans le département du Morbihan en région Bretagne.

## Description
L'ancien manoir date du XVIIe siècle, édifice à un étage carré, construit en moellons sans chaîne en pierre de taille de granite. Toiture à longs pans recouverte d'ardoises, pignon découvert.

## Historique
Le logis du XVIIe siècle est détruit, le logis actuel date de la fin du XIXe siècle ou du début du XVIIe siècle ; étable subsistant en alignement à l'ouest datant du XVIIe siècle.
Le manoir est inscrit à l'inventaire général du patrimoine culturel.